# Containergebäude

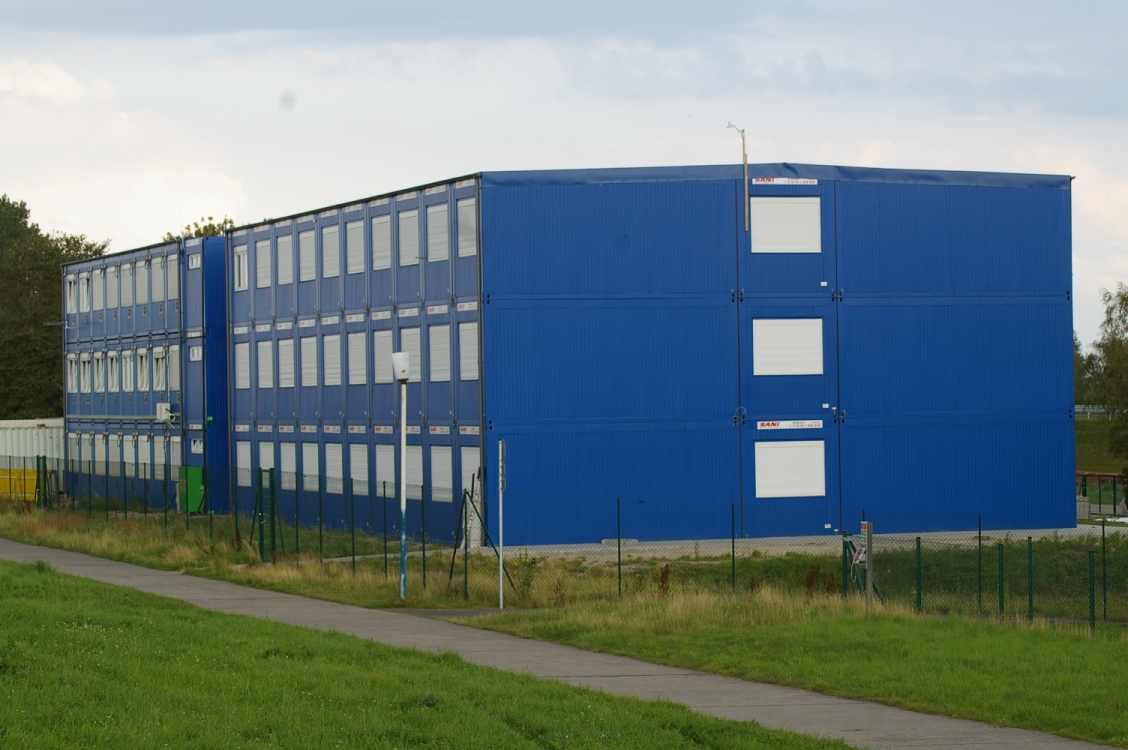
Aus Containern zusammengesetztes Bürogebäude

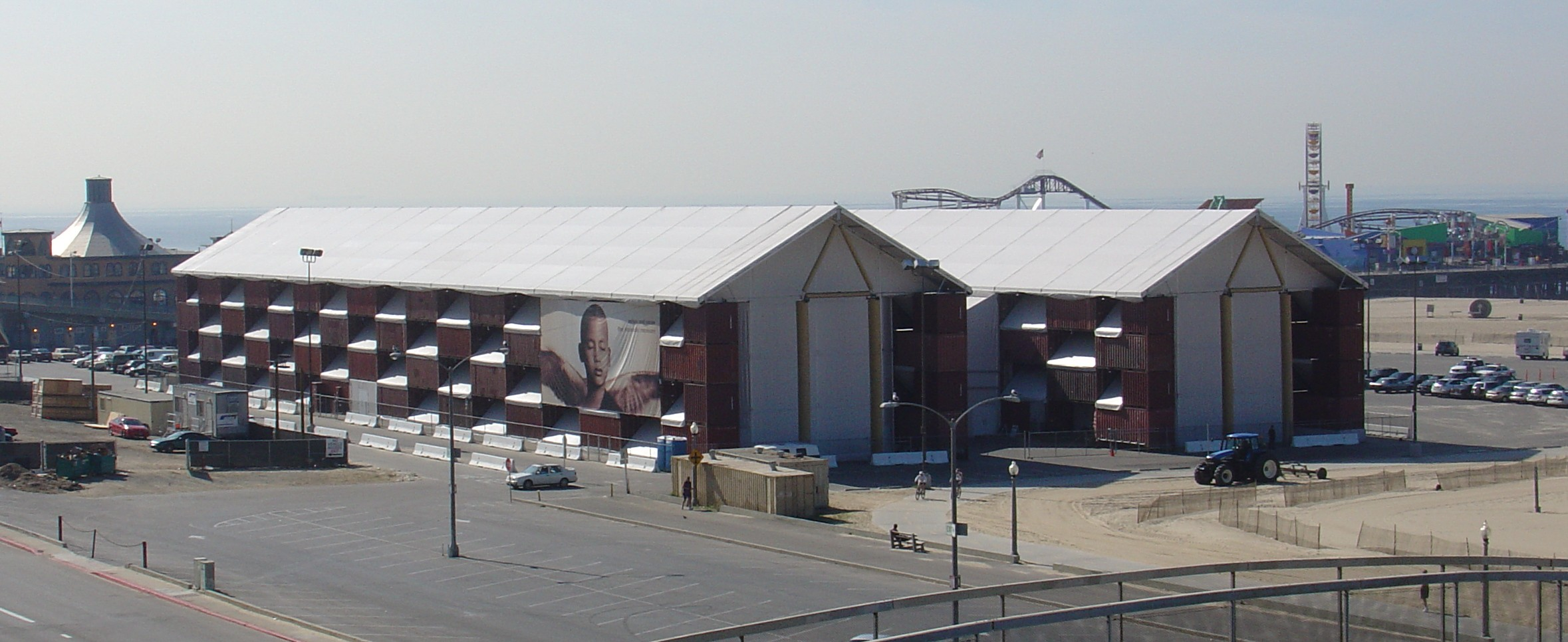
Nomadic Museum, hier in Santa Monica

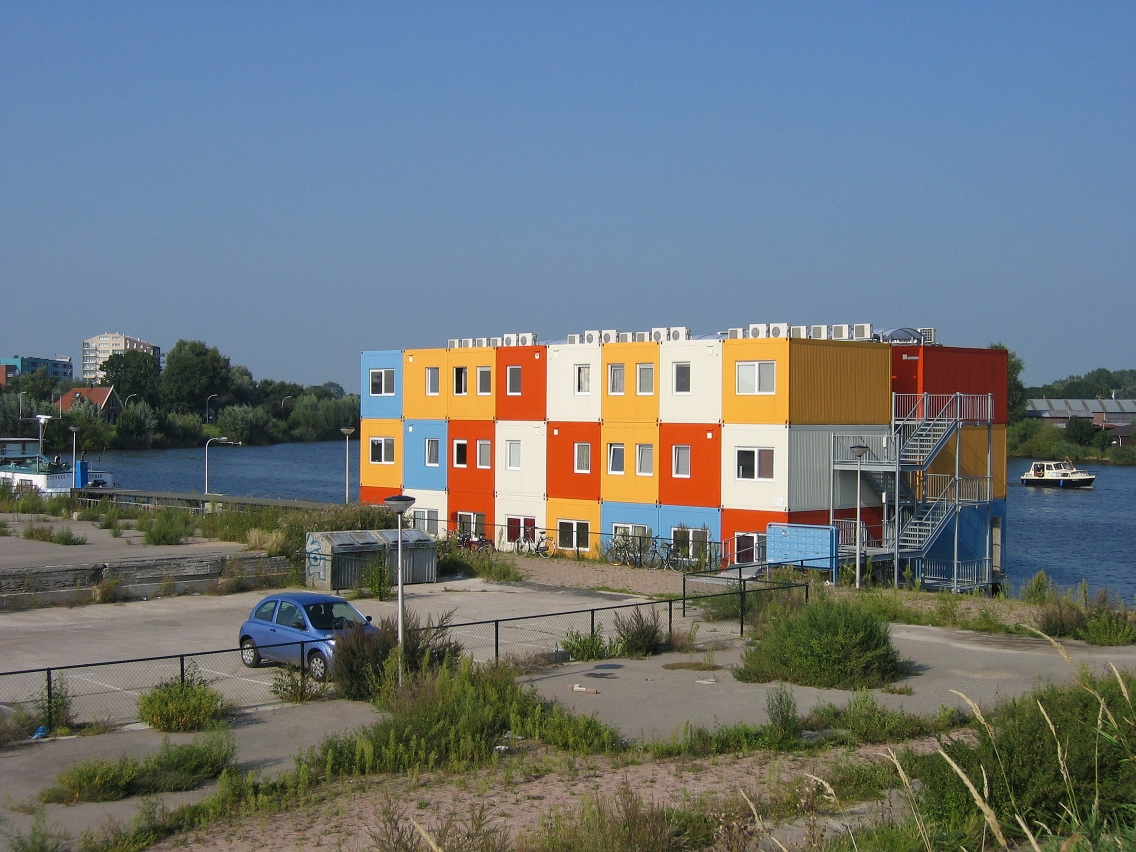
Studentenwohnheim auf einem Hausboot

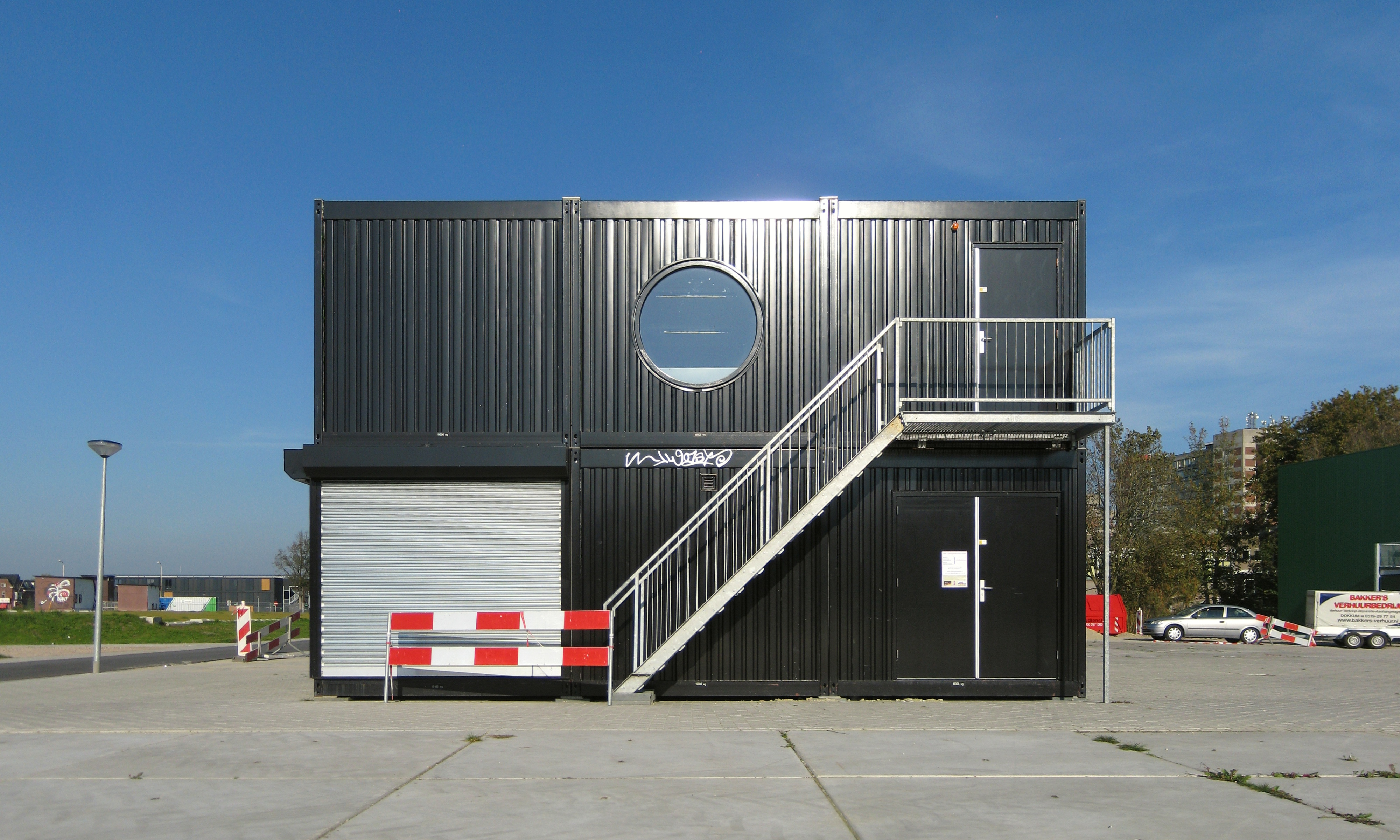
Containergebäude auf zwei Ebenen mit außen angebrachter Treppe

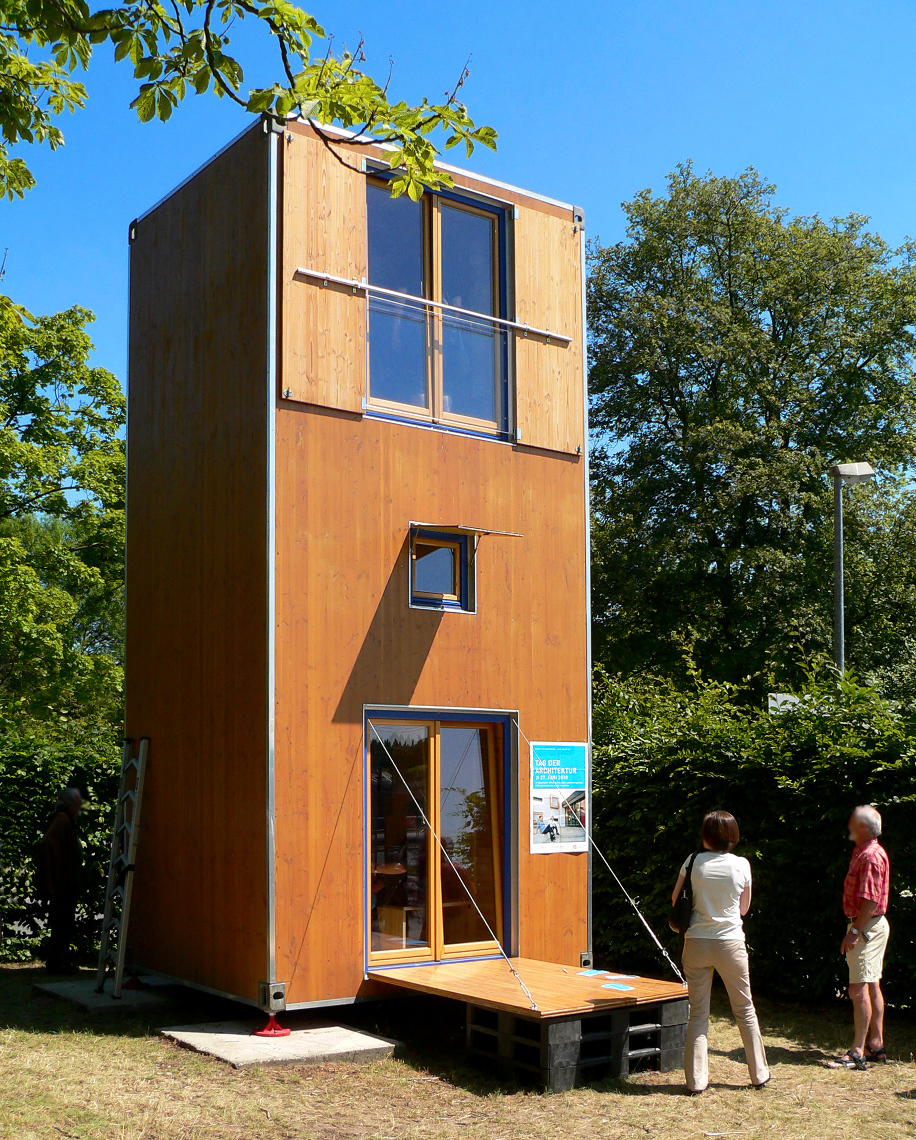
6 m hoher Wohncontainer „HomeBox 1“ von Hanfried Slawik, 2009. Drei Etagen mit je ca. 5 m²: Küche, Dusch-WC und Tisch für 2 Personen im Erdgeschoß, Bett im Zwischengeschoß und Wohn- oder Arbeitsbereich im Obergeschoß

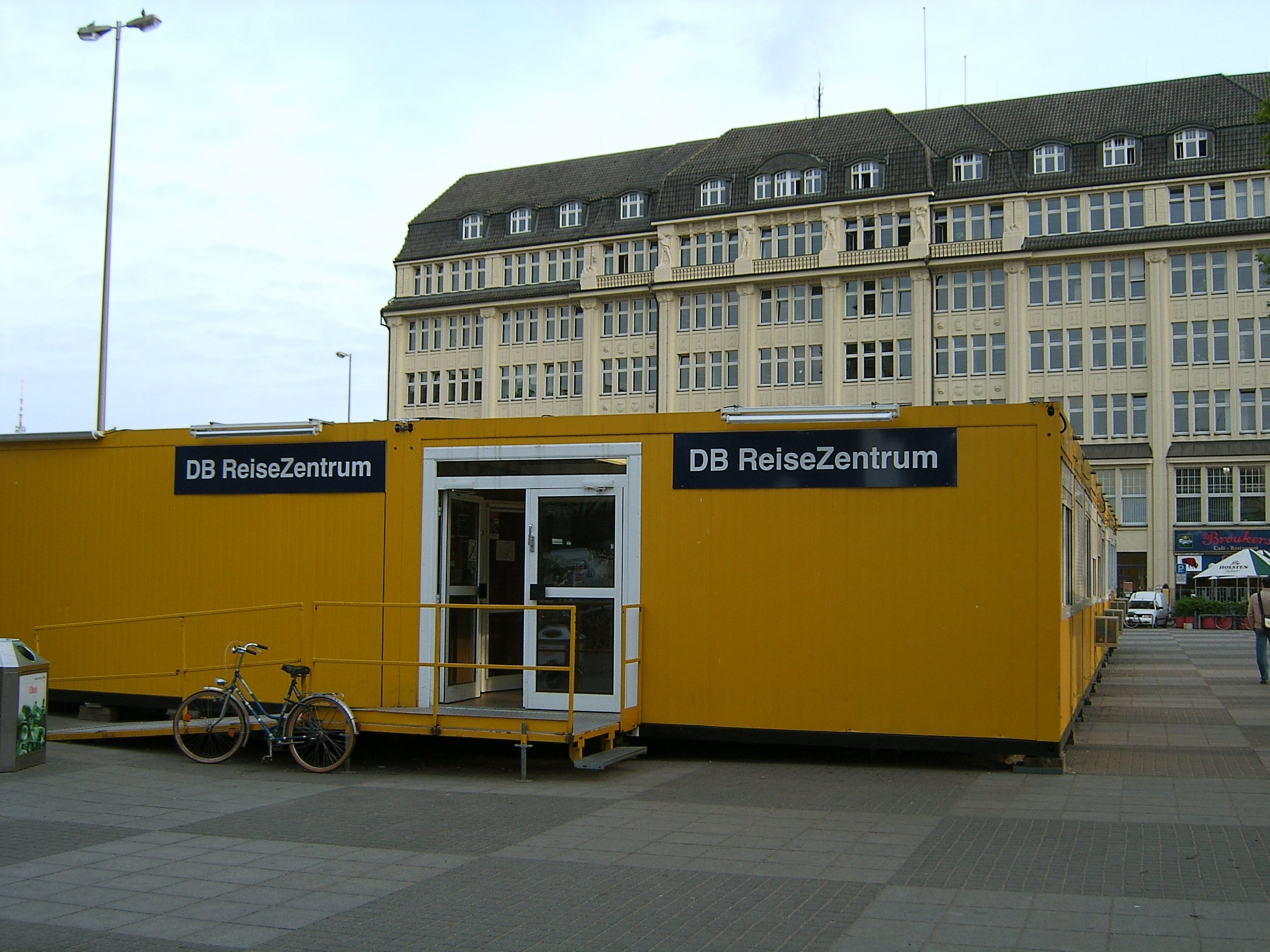
Kundenzentrum

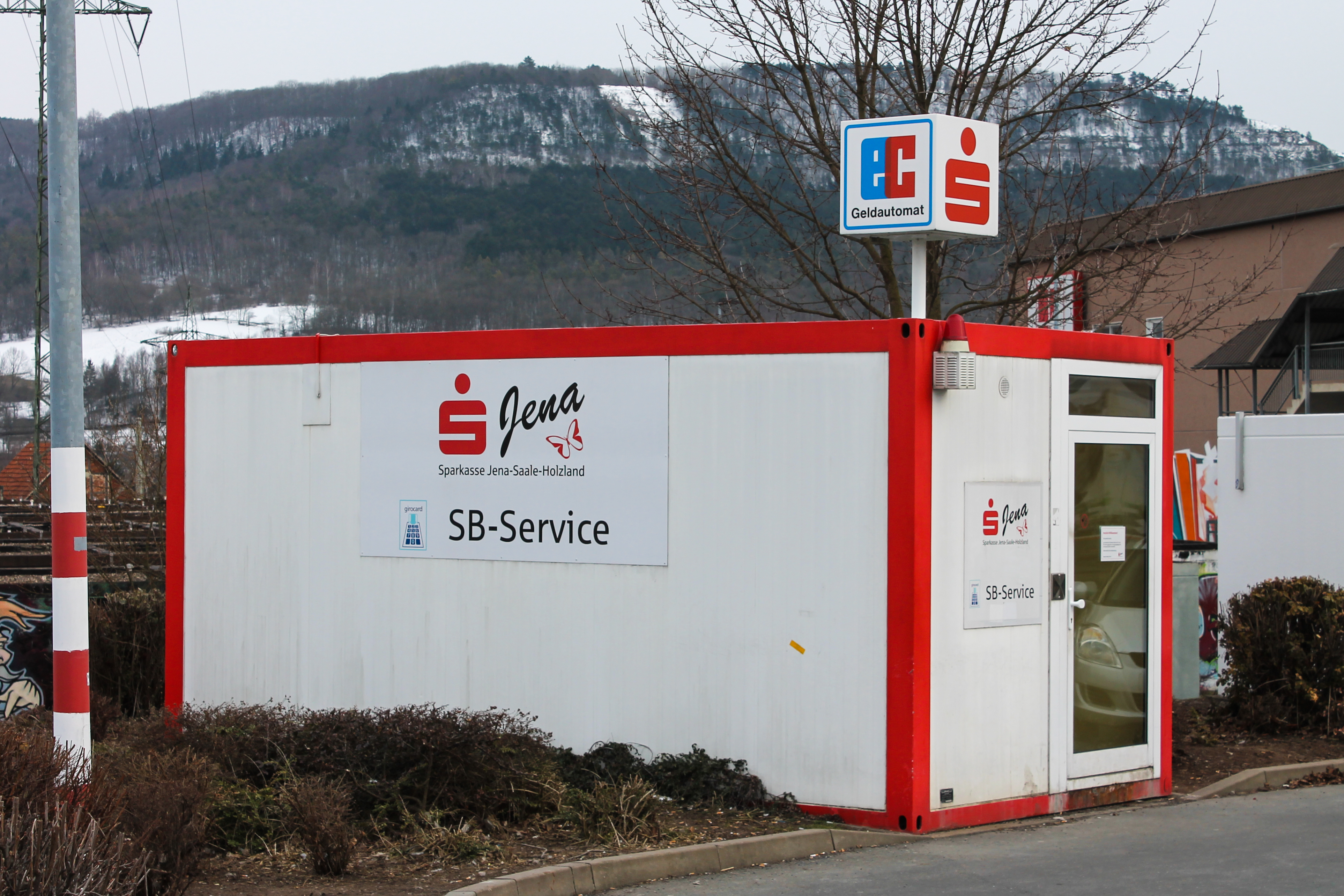
„SB-Service“ der Sparkasse mit Geldautomat und Kontoauszugsdrucker

Als Containergebäude bezeichnet man Gebäude, die in Raumzellenbauweise aus Containern errichtet werden. I. d. R. handelt es sich um kostengünstige wiederverwendbare temporäre Gebäude, die zur kurzfristigen Befriedigung akuten Platzbedarfes dienen und nach gewisser Zeit wieder abgebaut werden (siehe demontables Bauen). Danach können sie anderenorts wiedereingesetzt werden.
Menschen können in ihnen zeitweise leben, wohnen oder arbeiten. Häufig werden Containerbauten bei Sanierung, Umbau oder Erweiterung von Gebäuden eingesetzt. Ihre Größe kann von einzelnen Containern bis zu mehrstöckigen Gebäuden reichen. Eine Ansammlung von Containergebäuden nennt man auch Containerdorf.
Die Container haben im Minimum einen Boden oder eine Decke mit aufgesetztem kubischem Rahmen, in den bedarfsweise Außen- oder Innenwände mit Türen und Fenstern und Decke (oder Boden) eingesetzt werden. Bei der Zusammenstellung mehrerer Container zu größeren Räumen entfallen einige Wände. Höhere Räume können geschaffen werden, wenn in einer oder mehreren Etagen Decken oder Böden des Module weggelassen werden. Die vertikale Erschließung geschieht häufig über Außentreppen.

## Nutzungen
Die möglichen Nutzungen sind weit gestreut, im Folgenden einige Beispiele:
Büro
Baubüro, öffentliche Verwaltung
Aufenthalt
Baustellencontainer, Schulcontainer, Veranstaltungsräume und -unterkünfte
Forschung und Gesundheitswesen
temporäre Kliniken
temporäre Labore (Laborcontainer)
Wohnen
Modulhaus, Baustellenunterkunft, Flüchtlingsunterkunft, Studentenwohnheim, Militärunterkunft
Technik
als Sendergebäude: Der komplette Sender kann beim Hersteller zusammengebaut werden und braucht dann nur noch aufgestellt und angeschlossen zu werden.
als Werkstattgebäude
als Transformatorenhäuschen
als Notstromaggregat zur mobilen temporären Ersatz-Stromversorgung
als Rechenzentrumsgebäude
Messebau
Clubs, Bars, Werbeflächen, Lounges

## Konstruktion
Containermodule gibt es vornehmlich in zwei Bauarten:
- Frachtcontainer in Abmessungen der ISO-Container-Normen werden sie bevorzugt für in Modulbauweise hergestellte Bauten verwendet. Dabei wird nach Randcontainern (mit stärker isolierten Außenwänden), Innencontainern und Containerrahmen ohne Wand-, Decken- und Bodenflächen unterschieden.
- Die zweite Bauart sind Abrollcontainersysteme. Vorteil ist hierbei die schnellere Umsetzbarkeit, da bei diesen Systemen außer dem Transportfahrzeug (Wechselladerfahrzeug) kein zusätzliches Hebezeug (Autokran oder dergleichen) benötigt wird. Ohne Kran können die Module meist nicht übereinander angeordnet werden. Container für Abrollsysteme werden häufig nur bis zu einer Breite von 2,20 m gefertigt.

Bürocontainer werden voll isoliert und fertig vorinstalliert. Meistens sind die einzelnen Container in Paneelbauweise gefertigt, die eine flexible Anordnung von Türen und Fenstern ermöglicht. Weiterhin können dadurch die einzelnen Module miteinander verbunden werden, um größere Räume zu schaffen.

## Beispiele
- Container City in London, errichtet 2001–2002 aus 50 Containern, 42 Nutzungseinheiten, Architekt: Nicholas Lacey and Partners
- Studentenwohnheim Keetwonen in Amsterdam, errichtet 2005 aus 1000 Containern[1]
- Nomadic Museum, ein Museumsbau aus 152 Containern, der 2005–2008 wiederholt in verschiedenen Städten aufgebaut wurde; Architekt: Shigeru Ban
- Polarstation Neumayer III, errichtet aus 99 Containern, eröffnet 2009
- Atelierbauten Basislager auf einer Industriebrache in Zürich, errichtet 2009 aus 135 Containern
- CUBIG Mobilie modulare, energieeffiziente Container in Holzrahmenbau.
- Modulare Sanitätseinrichtung der Bundeswehr
- Marineeinsatzrettungszentrum (MERZ) ein containergestütztes Rettungszentrum der Deutschen Marine, welches auf einem Einsatzgruppenversorger (EGV) installiert werden kann.
- Dornier Transportables Hospital als Konzept für eine Modulare Sanitätseinrichtung der Bundeswehr
- Mobiles Bekämpfungszentrum für Tierseuchen (MBZ)
- EBA51, ein Studentenwohnheim in Berlin[2]
- Modulare Unterkunft für Flüchtlinge (MUF), auch Tempohome genannte Übergangswohnungen auf dem Hochpunkt der Flüchtlingskrise in Deutschland ab 2015[3]
- Ein bekannter Hersteller aus Großbritannien heißt Portakabin.

## Trivia
Bekanntheit erlangten die Wohncontainer durch die Fernsehsendung Big Brother, bei der ausgewählte Kandidaten in einer von Videokameras rund um die Uhr überwachten Wohncontaineranlage zusammenleben.